# Ábrystir

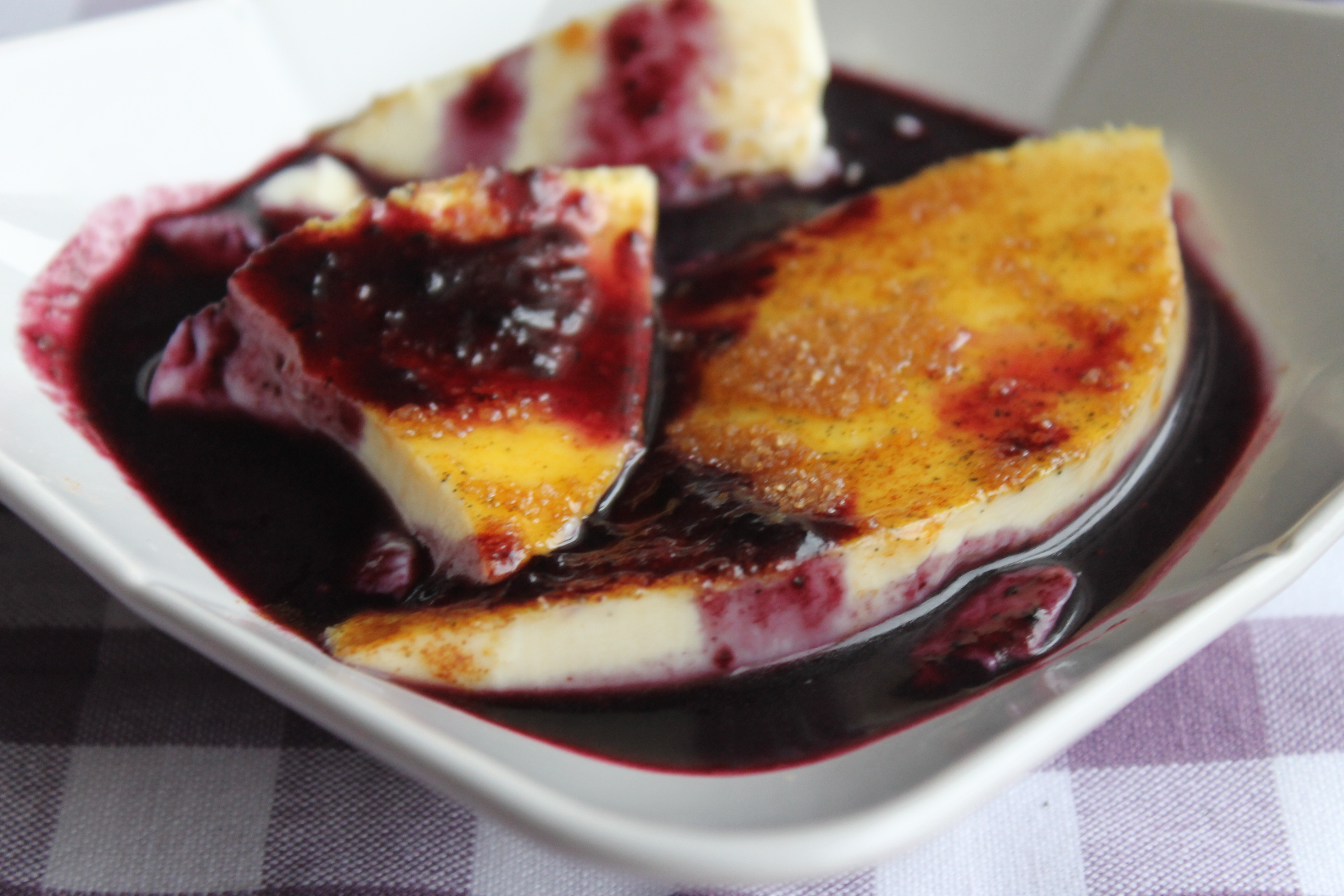
Ábrystir

Ábrystir är en isländsk maträtt gjord på mjölk, liknande råmjölkspudding (kalvdans). Ofta tillsätts olika smaktillsatser för att göra den aptitligare. 